# Natalia Janotha
Natalia Maria Krystyna Janotha (Janothówna, ur. 8 czerwca 1856 w Warszawie, zm. 9 czerwca 1932 w Hadze) – polska kompozytorka i pianistka. 
Córka Juliusza Janothy (1819–1883), kompozytora i pedagoga Instytutu Muzycznego w Warszawie. Studiowała początkowo u ojca w Warszawie, następnie w Berlinie u Clary Schumann, Ernsta Rudorffa i Woldemara Bargiela, a także u Marceliny Czartoryskiej i Johannesa Brahmsa. Koncertowała w całej Europie, zdobyła popularność porównywaną z Paderewskim, który dedykował jej swoje utwory. Przyczyniła się do popularyzacji muzyki Fryderyka Chopina. Mieszkała w Londynie, a od 1916 w Hadze. Skomponowała ok. 400 utworów fortepianowych.
W latach 1880–1883 Janothówna intensywnie zwiedzała Tatry, zyskując miano pierwszej polskiej taterniczki. M.in. 22 sierpnia 1883 roku z przewodnikiem Maciejem Sieczką jako pierwsza kobieta weszła na Gerlach. Była również na Łomnicy i kilku innych szczytach, wcześniej zdobywanych wyłącznie przez mężczyzn. Jedna z pierwszych kobiet, które chodziły po górach w spodniach. Pod wpływem pobytu w Tatrach skomponowała cykl utworów na fortepian (m.in. Tatry, wrażenia z Zakopanego, Morskie Oko, Sabała, Gerlach), wykorzystując motywy podhalańskie.